# Tredjelandsborger
Tredjelandsborger er et EU-retligt begreb, hvilket betyder en betegnelse for personer af anden nationalitet fra lande udenfor EU, eksklusivt borgere fra Norge, Island eller Schweiz.
Tredjelandsborgere er ansat af regeringen eller virksomheder, universiteter, forskningsinstitutter, IT-branchen etc., på specielle kontrakter og vilkår.
Formålet med ansættelse af tredjelandesborgere er at tiltrække højtkvalificeret arbejdskraft til Europa ved at skabe en EU-udgave af amerikanernes green card-ordning.
På grund af Danmarks EU-forbehold på retsområdet, kommer reglerne ikke til at gælde i Danmark, men et nyt koncernvisum og en udvidelse af den eksisterende danske jobkortordning skal gøre det nemmere for specialister og andre højtkvalificerede udlændinge at få arbejde i Danmark.